# 鮑里西夫卡 (哈爾科夫區)
50°16′38″N 36°33′16″E / 50.27722°N 36.55444°E
鲍里西夫卡（羅馬化：Borysivka）是位於烏克蘭東部的村莊，由哈爾科夫州哈爾科夫區的利普齊市鎮負責管轄。該村面積0.62平方公里，海拔高度170米，2001年人口533，人口密度每平方公里859.7人。村莊于1897年起由索爾恩采夫卡（俄语：Солнцевка）改為現名。
2022年2月24日，當地被俄罗斯占领。随后乌克兰于当年晚些时候收復该地。2024年5月10日，當地再次被俄罗斯军队占领。